# Christer Furth
Christer Furth (Örebro, 6 juli 1970) is een Zweeds voormalig voetballer die speelde als middenvelder.

## Carrière
Furth maakte zijn profdebuut voor Örebro SK waar hij speelde tot in 1994. Hij maakte in 1994 de overstap naar Helsingborgs IF waar hij twee seizoenen voor speelde, in 1997 trok hij naar het Duitse 1. FC Köln. Van 1998 tot 2003 speelde hij voor Hammarby IF waarmee hij landskampioen werd in 2001. Van 2003 tot 2004 speelde hij nog voor Al Ain FC waarmee hij ook landskampioen werd.
Hij speelde vier interlands voor Zweden. Hij nam ook deel aan Olympische Spelen 1992.

## Erelijst
- Hammarby IF
  - Landskampioen: 2001
- Al Ain FC
  - Landskampioen: 2004

1 Ekholm ·
2 Johansson ·
3 Björklund ·
4 Apelstav ·
5 Alexandersson ·
6 Mild ·
7 P. Andersson  ·
8 Landberg ·
9 Furth ·
10 Rödlund ·
11 Brolin ·
12 Svensson ·
13 Jansson ·
14 Moberg ·
15 Lilius ·
16 Nilsson ·
17 A. Andersson ·
18 Simpson ·
19 Gudmundsson ·
20 Axeldal ·
Coach: N. Andersson